# آکسا

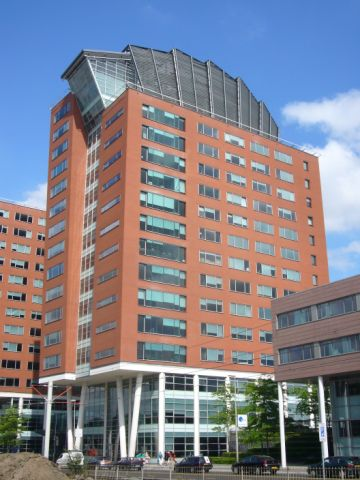
ساختمان اداری آکسا در شهر اوترخت، هلند - ۲۰۰۸

آکسا (به انگلیسی: AXA) شرکت بیمه چندملیتی فرانسوی است، که انواع خدمات بیمه را در سراسر جهان ارائه می‌دهد و یکی از بزرگترین شرکت‌های بیمه جهان محسوب می‌شود. دفتر مرکزی بیمه آکسا در شهر پاریس قرار دارد.
آکسا در واقع یک شرکت خوشه‌ای (فعال در چند صنعت) است، که با توجه به قوانین و مقررات کشورها، نوع خدمات و حوزه فعالیت‌های این شرکت نیز تغییر کرده و طیف وسیعی از خدمات مالی را در بخش‌های مختلف ارائه می‌کند.
ریشه‌های تأسیس این شرکت به سال ۱۸۱۷ و تشکیل شرکت بیمه آتش‌سوزی پاریس بازمی‌گردد، ولی فرم کنونی شرکت آکسا در سال ۱۹۸۵ با ادغام چندین شرکت بیمه فرانسوی، توسط کلود بیبیه تأسیس شد.
شرکت آکسا از شرکت‌های تابعه و زیرمجموعه بسیاری تشکیل شده‌است، که در تعامل با یکدیگر به ارائه خدمات بیمه عمر و بیمه سلامت اشتغال دارند، همچنین مدیریت سرمایه‌گذاری در صنایع مختلف را نیز انجام می‌دهند.
این گروه اغلب در اروپای غربی، آمریکای شمالی، آسیا، اقیانوسیه و خاورمیانه، فعالیت می‌کند. در رتبه‌بندی سال ۲۰۱۰ مجله فورچون، شرکت آکسا در فهرست فرچون ۵۰۰ در رتبه نهم از بزرگترین شرکت‌های جهان قرار گرفت.